# Colonia Primero de Mayo, Pátzcuaro
Colonia Primero de Mayo är en ort i Mexiko.   Den ligger i kommunen Pátzcuaro och delstaten Michoacán de Ocampo, i den södra delen av landet, 260 km väster om huvudstaden Mexico City. Colonia Primero de Mayo ligger 2 104 meter över havet och antalet invånare är 236.
Terrängen runt Colonia Primero de Mayo är kuperad. Runt Colonia Primero de Mayo är det ganska tätbefolkat, med 179 invånare per kvadratkilometer. Närmaste större samhälle är Pátzcuaro, 3,4 km väster om Colonia Primero de Mayo. I omgivningarna runt Colonia Primero de Mayo växer huvudsakligen savannskog.